# Prințul Constantin Constantinovici al Rusiei
Prințul Constantin Constantinovici al Rusiei (rusă Константин Константинович) (1 ianuarie 1891 – 18 iulie 1918), numit în familie "Kostia", a fost al patrulea fiu al Marelui Duce Constantin Constantinovici al Rusiei și a soției lui Prințesa Elisabeta de Saxa-Altenburg.
1. ↑  Czech National Authority Database, accesat în 1 martie 2022